# 浜野製作所
株式会社浜野製作所（はまのせいさくしょ、英: Hamano Products.Co.,Ltd.）は、 東京都墨田区に存在する金属加工メーカー。精密板金加工、プレス加工、金型設計・製作、プロトタイプを主な事業としている。

## 概要
人と情報が集まる東京下町の利点を活かした新しいモノづくりの形を模索している町工場。近年は、産学官連携・異業種連携・若者のスタートアップ支援等の活動を積極的に展開している。
同社が関わる産学官連携では、電気自動車「HOKUSAI」や深海探査艇「江戸っ子1号」がある。異業種連携では、工場廃材を再利用し新しい価値を創出する「配財プロジェクト」、下町文化と伝統の技を体感する職人体験プログラム「アウトオブキッザニア in すみだ」、日本テレビ開局60周年を記念した特別番組「日本一テレビ」の「リアルロボットバトル日本一決定戦!」、NHK「魔改造の夜」などに参画している。
また、年々減少が続く墨田区の町工場に新風を吹き込むべく、孤独を癒す「遠隔コミュニケーションロボットOriHime（オリヒメ）」を製作するオリィ研究所の創業支援を開始。代表取締役社長の浜野慶一は、墨田区をものづくりのスタートアップの聖地にすることを目指している。
経営理念は、「おもてなしの心を常に持ってお客様・スタッフ・地域に感謝・還元し、夢（自己実現）と希望と誇りを持った活力ある企業を目指そう」となっている。

## 沿革
- 1968年 - 浜野嘉彦が墨田区八広に金属金型工場として浜野製作所を立上げる。
- 1971年 - 墨田区墨田に工場移転。プレス加工を開始。
- 1978年 - 墨田区八広に工場建設。資本金500万円で株式会社浜野製作所を設立。
- 1993年 - 創業者・浜野嘉彦の死去に伴い、浜野慶一が2代目代表取締役社長に就任。
- 2000年 - 本社兼工場が近隣火災のもらい火により全焼。
- 2000年 - 墨田区東墨田の仮工場にて営業再開。
- 2000年 - 墨田区八広に精密板金、試作工場を設立。レーザー加工機、ベンダー、溶接機等を新規導入。
- 2002年 - 墨田区八広にプレス・金型工場を新設。同時に精密板金工場を本社板金工場、プレス工場をプレス・金型工場と名称変更。
- 2003年 - 墨田区より優良工場である「フレッシュゆめ工場」の認定を受ける。
- 2003年 - 墨田区と早稲田大学の提携に伴い、早稲田大学との産学連携活動スタート。
- 2004年 - 早稲田大学地域経営ゼミ立寄所開設。
- 2005年 - 「すみだが元気になるものづくり企業大賞」受賞。
- 2007年 - じょうとうIT経営大賞　優秀賞受賞。
- 2007年 - 『レーザー加工作品コンテスト』第2位受賞。
- 2007年 - ISO14001（環境）認証取得。
- 2007年 - 東京商工会議所主催の第5回「勇気ある経営大賞」で優秀賞受賞。
- 2008年 - 経済産業省主催「中小企業IT経営力大賞」で、IT経営実践認定企業に選出。
- 2008年 - ISO9001（品質）認証取得。
- 2008年 - 東京都中小企業ものづくり人材育成大賞奨励賞受賞。
- 2011年 - 東日本大震災・復興・復旧　経済産業大臣表彰。
- 2011年 - 「東京都経営革新計画奨励賞」受賞
- 2018年 - ものづくり日本大賞（経済産業大臣賞）を受賞[1]。

## 産学官連携

### 電気自動車「HOKUSAI」
墨田区ゆかりの浮世絵師・葛飾北斎にちなんだ電気自動車「HOKUSAI」は、東京スカイツリーの開業に合わせ、墨田区・早稲田大学・区内中小企業の産学官連携事業として2009年に開発がスタートした。2012年には公道を走れる一人乗りEV「HOKUSAI-III」が完成。観光都市型の次世代モビリティとして、スカイツリーを周遊し、区内中小企業の技術力の高さをPRすることに成功している。

### 深海探査艇「江戸っ子1号」
下町の中小企業・海洋研究開発機構（JAMSTEC）・芝浦工業大学・東京海洋大学・東京東信用金庫等の産学官連携事業としてスタートした江戸っ子1号プロジェクトでは、水深8000メートルの深海にも耐え得る無人探査艇の開発に携わった。江戸っ子1号は2013年11月に、日本海溝の水深7800mの海底での潜行調査に成功した。

## 異業種連携

### 配財プロジェクト
墨田区には金属・皮革・ウレタン・メッキ・紙・ガラス・繊維・ゴム・プラスチックなど3000以上の製造業が集積しており、そこで産業廃棄物として排出される「廃材」を再利用し、新しい価値を創出しようとして発足したプロジェクト。廃材で作られた「万華鏡」が良く知られる。他にも、ものづくり体験ワークショップ、工場見学コーディネート（スミファ）、展示会企画･デザイン、イベント企画･デザイン、商品企画･デザイン、地域産業、CSRサポートなどを精力的に行っている。

### アウトオブキッザニア in すみだ
すみだの“ものづくり”と“観光”を融合した事業として、「キッザニア東京」を運営するKCJ GROUP株式会社の協力の下、墨田区内にあるものづくり工房での子ども向け職人体験プログラム「旅行く×アウトオブキッザニア in すみだ」がスタートした。屏風、切子、皮革製品、時計、板金加工などの工房で職人体験ができる。

## 出演番組
- 奇跡体験!アンビリバボー（フジテレビ、2020年5月7日）[2][3]
- 魔改造の夜（NHK、2020年6月19日・6月26日、2023年6月29日）[4][5][6][7][8]
- FNN Live News α（フジテレビ、2020年9月5日）[9]
- 日経スペシャル カンブリア宮殿 不屈の職人集団 新時代 ものづくりの全貌（テレビ東京、2023年6月22日）- 社長の浜野慶一が出演[10][11]

## 書籍

### 関連書籍
- 『大廃業時代の町工場生き残り戦略 浜野製作所奮闘記』（著者:浜野慶一）（2018年10月17日、リバネス出版）ISBN 9784866620299